# كأس إسكتلندا 1998–99
كأس اسكتلندا 1998–99 (بالإنجليزية: 1998–99 Scottish Cup)‏ هو موسم من كأس اسكتلندا. فاز فيه نادي رينجرز.